# 井戸田きよ子
井戸田 きよ子（いとだ きよこ、1918年（大正7年）- ）とは、日本の陸上競技選手。

## 経歴
1918年、愛知県に生まれる。愛知淑徳高等女学校（現在の愛知淑徳中学校・高等学校）在学中は愛知県春日井郡山田村（現在の名古屋市西区）に暮らした。1934年4月9日に行われた国際女子競技大会予選で800メートル競走に出場し、日本代表となった。5月31日に国際女子競技大会が行われるロンドンに向けて神戸港を出港した。大会では800メートル競走で2分24秒1という記録を叩き出し、当時の日本記録を更新した。同年11月24日並びに1935年の全日本女子東西対抗陸上競技大会では800メートル競走と走幅跳で優勝した。1935年に名古屋市の鶴舞公園で開かれた大会では400メートル競走を1分2秒6でゴールし日本新記録を達成した他、200メートル競走で27秒3、三段跳で10メートル39を記録した。同年11月4日の第8回明治神宮体育大会では400メートル競走で1分4秒4、1936年11月1日の第9回明治神宮体育大会では同じく400メートル競走で1分2秒2を記録した他、走幅跳で5メートル30を跳んだ。その他、400メートルリレー走、800メートルリレー走にも出場し、それぞれ51秒5、1分49秒2の記録でいずれも日本新記録となった。井戸田は後に愛知淑徳高等女学校を卒業している。